# Pithecops moeros
Pithecops moeros är en fjärilsart som beskrevs av Otto Staudinger 1888. Pithecops moeros ingår i släktet Pithecops och familjen juvelvingar. Inga underarter finns listade i Catalogue of Life.